# 熱情剝削
熱情剝削（英語：Passion pay）是指在勞動中，雇用者以熱情作為藉口，給予雇員較低的薪水、不支薪或是不給予加班費等剝削行為。「熱情剝削」是由日本東京大學教育社會學者本田由紀教授於2007年所提出。

## 起因
本田由紀教授在其2011年的著作《將傾的社會：當代教育、工作與年輕人》指出，熱情剝削容易因為「興趣」、「服務性」、「遊戲性」、「社團性/邪教性」等四種因素而產生。這些因素彼此並不互斥，同一份工作很可能包含多個因子。

### 興趣
因為愛好、興趣而做的工作類型，例如攝影、美術、動畫、遊戲等類型的工作。

### 服務性
講究犧牲奉獻精神的工作類型，例如醫療、教育等類型的工作。

### 遊戲性
指以績效或其他評價手段，在同儕間製造高度相互競爭狀態的工作類型，例如仲介、業務等類型的工作。

### 社團性/邪教性
對於某種目標或是某種價值具有高度信念而做的工作類型，例如政治、宗教事務等類型的工作。

## 案例
在日本2014年的黑心企業大賞中，動畫製作公司A-1 Pictures因數起不當勞動行為的案例而被提名，並獲得業界賞。該公司最知名之事例是2010年，一名雇員因憂鬱症自殺，在隨後的調查中，該雇員一個月的工作時間超過了600小時卻沒有獲得加班費，而後因為過勞而引起憂鬱症，該案件最終在2014年4月被認定為勞動災害。日本的動畫業界也長期被點名低薪、勞動環境過於惡劣，剝削的狀況並非僅出現於前述的A-1 Pictures公司。
2018年3月，東京都廳為了舉辦2020東京奧運，大量招募志工，其中明文要求自行負擔交通費、住宿費等，也被抨擊是「比黑心企業還黑心」，屬於熱情剝削的一種。